# Frankfurt (Main) Hauptbahnhof
Frankfurt (Main) Hauptbahnhof – największa stacja i dworzec kolejowy we Frankfurcie nad Menem, w kraju związkowym Hesja, a także jeden z największych w Europie, obok dworca głównego w Lipsku, Berlinie i Zurychu. Obsługuje dziennie około 350 tys. pasażerów, stanowiąc obok dworca Głównego w Monachium najbardziej uczęszczany dworzec pasażerski w Niemczech.

## Położenie
Dworzec położony jest na zachodnim obrzeżu centrum Frankfurtu w Gutleutviertel przy Alleenring. Część podziemnych budowli zespołu dworca znajduje się natomiast pod Bahnhofsviertel (Dzielnicą Dworcową). Do budynku przylegają ulice Mannheimer Straße (od południa), Poststraße (od północy), natomiast od wschodu dworzec czołowy poprzedzony jest placem o nazwie Am Hauptbahnhof (plac przy Dworcu Głównym). Na zachodzie dworca znajdują się rozjazdy i stacje manewrowe.

## Historia

### Sytuacja przed powstaniem dworca

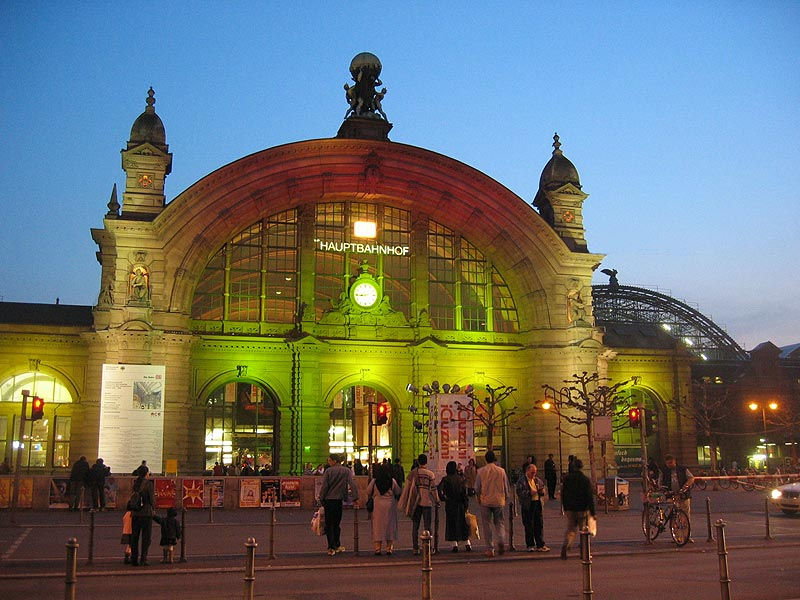
Frankfurt (Main) Hauptbahnhof, fasada w czasie Luminale w 2004

Zanim powstał dworzec Główny, we Frankfurcie nad Menem istniały trzy tzw. Dworce Zachodnie, zajmujące teren na zachód od Gallusanlage, a zatem w miejscu obecnej Dzielnicy Dworcowej. Były to:
- Taunusbahnhof(inne języki) – należący do Taunusbahn, otwarty w 1839, z którego wyjeżdżały pociągi do Wiesbaden;
- Main-Neckar-Bahnhof(inne języki) – należący do Main-Neckar-Bahn(inne języki), otwarty w 1848, z którego prowadziła linia do Heidelbergu;
- Main-Weser-Bahnhof(inne języki) – należący do Main-Weser-Bahn(inne języki), otwarty w 1852, z którego odjeżdżały pociągi do Kassel.

Ponadto od zachodu prowadziła do miasta linia Main-Lahn-Bahn, która korzystała z Kolei Łącznicowej i kończyła bieg na dworcu Fahrtor przy Eiserner Steg.

### Plany
Wraz ze wzrostem ruchu pasażerskiego w końcu XIX wieku dworce zachodnie stały się przestarzałe. Dalszy problem stanowił brak połączeń do Hanauer Bahnhof oraz Südbahnhof. Po aneksji Frankfurtu przez Prusy w 1866 powstały pierwsze konkretne plany budowy centralnego dworca. Tak jak dotychczasowe dworce zachodnie miał być to dworzec czołowy. Początkowo myślano o wielkim dworcu z 34 krawędziami peronowymi, jednak wkrótce zdecydowano się na okrojenie planów do 18 torów pasażerskich. Proponowano umieszczenie odprawy poczty oraz towarów w podziemiu dworca, zaś pociągi lokalne miały odjeżdżać z torów poza halą dworcową. Rada miasta, która dopiero w 1875 otrzymała prawo głosu w sprawie dworca, domagała się ponadto odsunięcia nowego dworca na zachód od plantów, na tzw. Galgenfeld (Pole Szubieniczne). Na terenie dawnych dworców zachodnich miała powstać nowa dzielnica. W 1881, w rozpisanym w celu wyłonienia projektanta dworca pierwszym konkursie architektonicznym w Niemczech, zwyciężył Hermann Eggert, u którego następnie zamówiono projekt i realizację budynku wejściowego. Laureat drugiej nagrody, Johann Wilhelm Schwedler z Berlina, który specjalizował się w budownictwie stalowym, został inżynierem nowoczesnych stalowych hal peronowych.

### Budowa dworca
18 sierpnia 1888 po tylko pięciu latach budowy otwarto Centralbahnhof Frankfurt. Już w dniu otwarcia, wieczorem jeden z wjeżdżających pociągów nie zahamował i przejechał przez kozioł oporowy, niszcząc nawierzchnię peronu poprzecznego. Uszkodzeniu uległa także lokomotywa. W kolejnych latach powstała Dzielnica Dworcowa, położona na wschodnim przedpolu nowego dworca, całkowicie zabudowana do około 1900 roku. Aż do zbudowania dworca Głównego w Lipsku w 1915 dworzec Główny we Frankfurcie był największym dworcem kolejowym Europy.

### Przebudowy i rozbudowy
W 1924 rozbudowano budynek dworca o dwie zewnętrzne hale i odpowiadające im skrzydła budynku wejściowego, utrzymane w formach neoklasycystycznych. Tym samym liczba torów pasażerskich zwiększyła się do 24 (później doszedł jeszcze dodatkowy tor 1a poza halą peronową). W czasie II wojny światowej, która spustoszyła zabytkowe centrum Frankfurtu, dworzec Główny został tylko nieznacznie uszkodzony. W 1956 ukończono elektryfikację dworca, zaś rok później uruchomiono największą wówczas w Europie nastawnię przekaźnikową z pulpitem obrazującym układ torów. W międzyczasie sam dworzec został uznany za zabytek architektury.
Wraz z budową tunelu B frankfurckiego metra pod śródmieściem rozpoczęto w 1971 budowę podziemnych części dworca. Pod dworcem Głównym powstał rozległy pasaż handlowy (tzw. poziom B) oraz dwa czterotorowe dworce – metra oraz S-Bahn (w ciągu tunelu średnicowego), jak również trójpoziomowy parking podziemny, który w razie potrzeby może być używany jako schron obrony cywilnej. Stacje i pasaże połączone są skomplikowanym systemem schodów (w tym pierwszymi publicznymi schodami ruchomymi we Frankfurcie) między sobą, z halą i budynkiem wejściowym dworca, jak również z przystankami tramwajowymi i miastem. Schron obrony przeciwlotniczej w garażu podziemnym wyposażony jest w centralę telefoniczną, centralę zapowiadania odjazdów, a także filtry powietrza i generatory prądu, nadal utrzymywane w gotowości. Podziemia dworca zbudowano metodą odkrywkową, w celu budowy, mieszczącej się pod drugą licząc od północy halą peronową, stacji S-Bahn rozebrano część północnego skrzydła budynku wejściowego dworca, a następnie odbudowano je z wykorzystaniem oryginalnej kamieniarki. Podziemne stacje włączono do ruchu w 1978 roku.

## Architektura dworca

### Część nadziemna

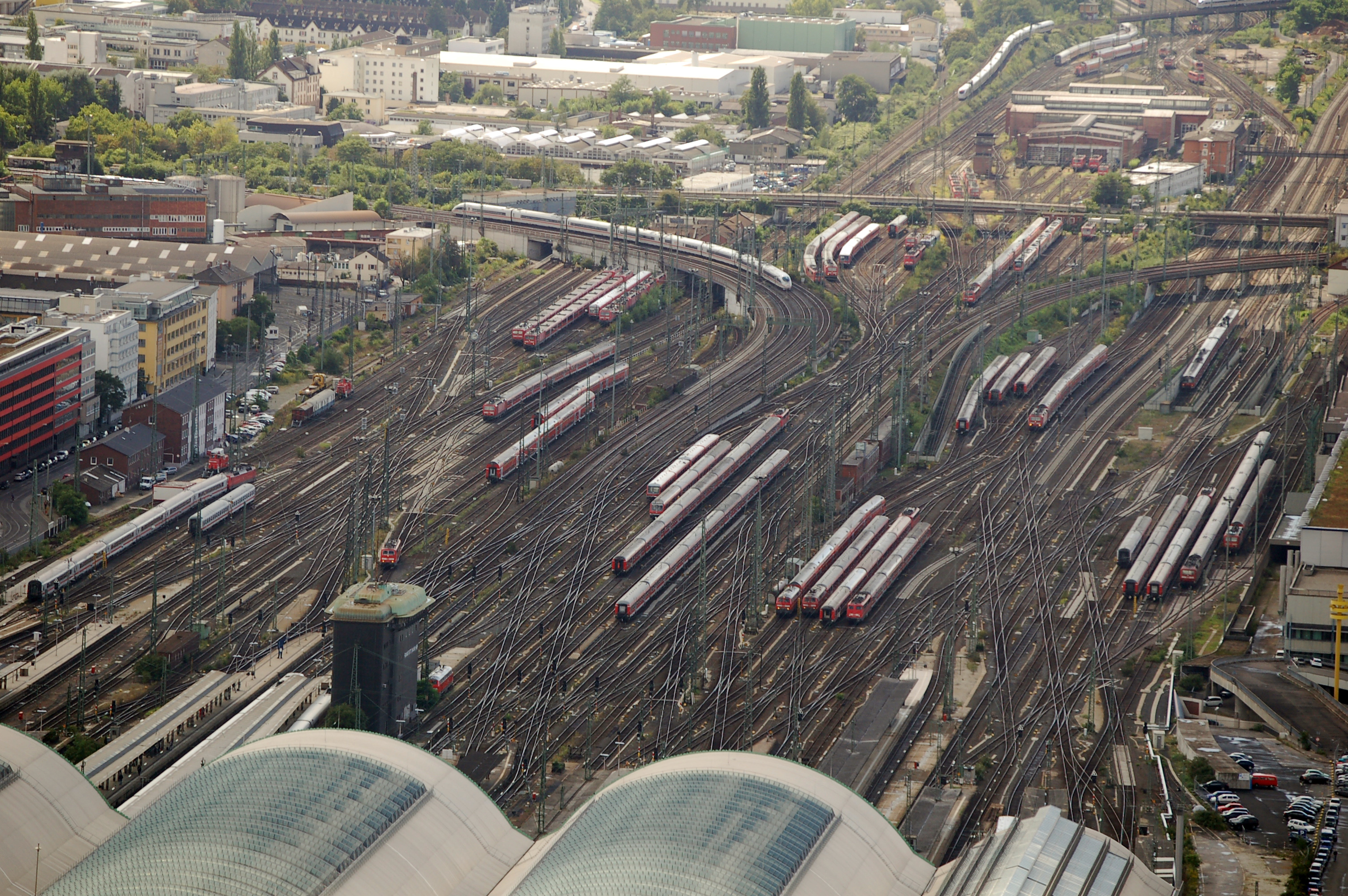
Widok ogólny stacji

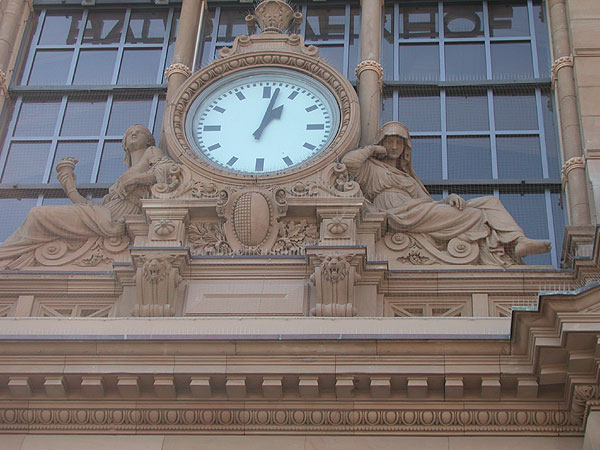
Zegar nad wejściem głównym dworca

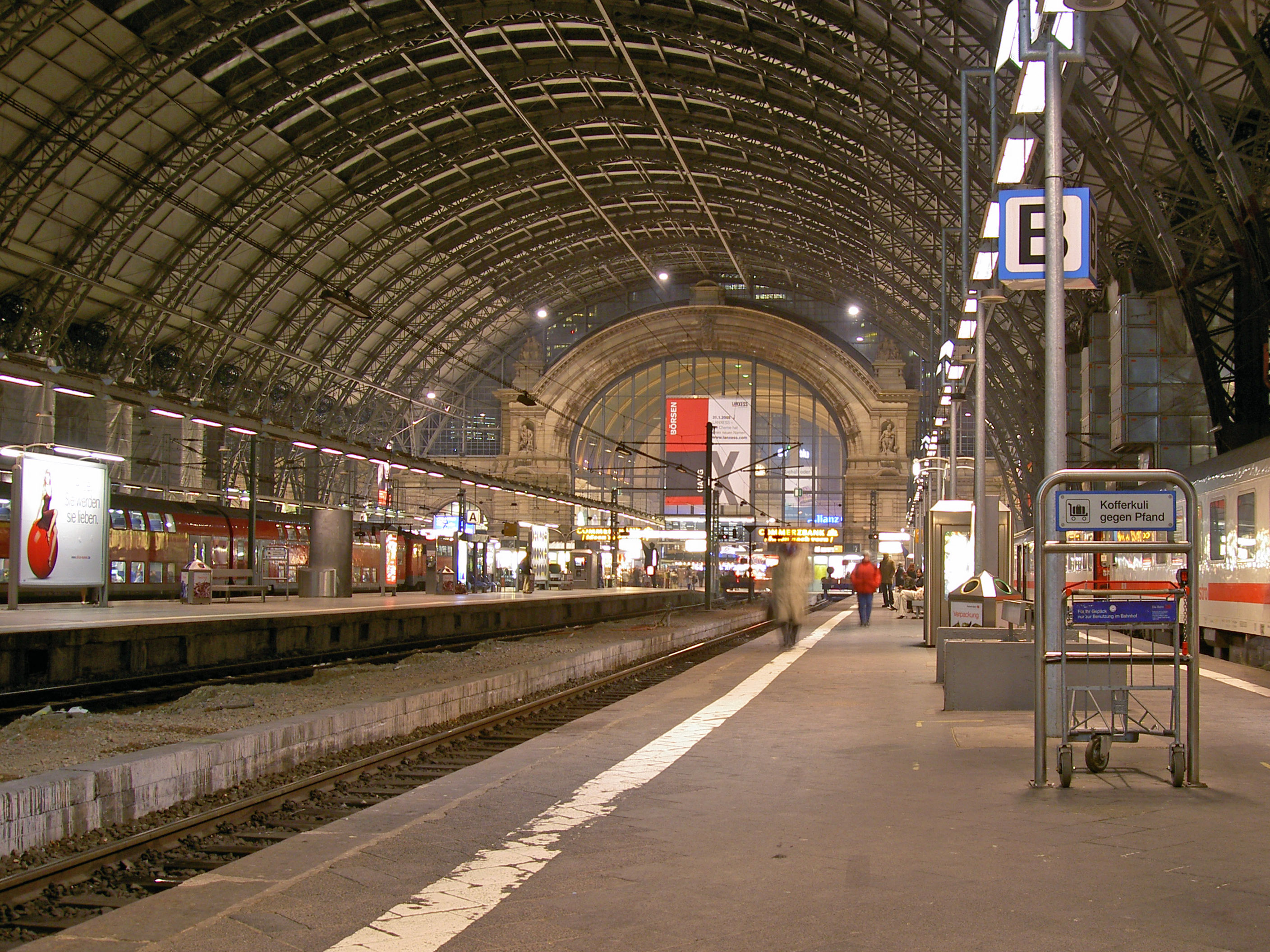
Peron z wyremontowanym dachem w 2005

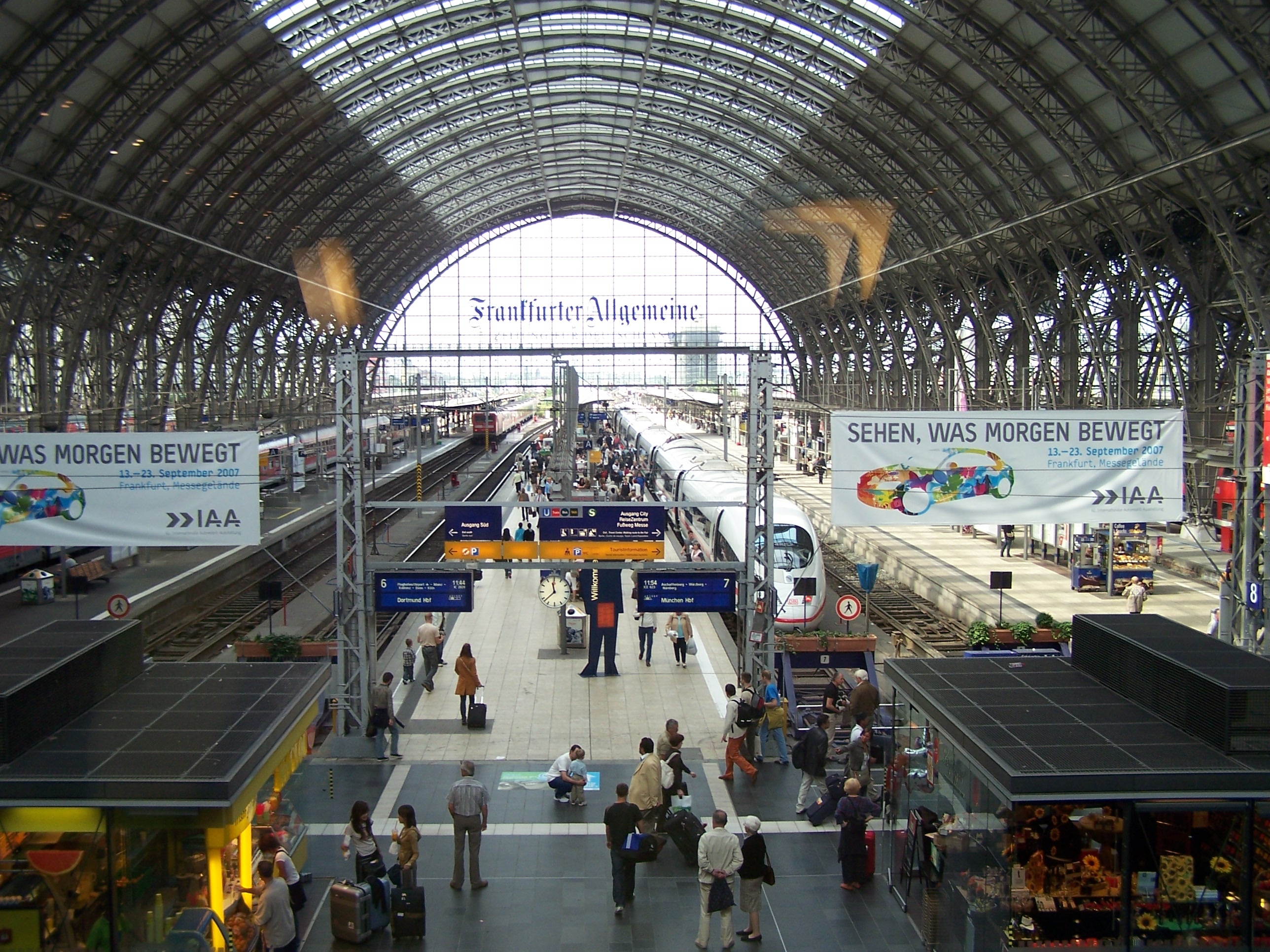
Hala peronowa, 2007

Nadziemna część dworca składa się z hali peronowej oraz westybulu (hali wejściowej). Hala wejściowa znajdująca się między dworcem czołowym oraz Dzielnicą Dworcową, zwrócona jest główną fasadą na wschód i składa się ze starszej neorenesansowej części oraz neoklasycystycznej rozbudowy. W centralnej części fasady znajduje się symetrycznie rozplanowane wejście główne, złożone z trzech portali, zaś za nim główna hala wejściowa. Nad wejściem zwieńczonym szerokim łękiem znajduje się ozdobny zegar z alegoriami dnia i nocy, nad którym zamocowano w końcu XX wieku symbol Deutsche Bahn i napis Hauptbahnhof. Podział wejścia na trzy portale ma swój odpowiednik w podziale wypełniającego łęk okna, a także w podziale znajdującej się na jego przedłużeniu trójperonowej hali, co z kolei odpowiada trzem towarzystwom kolejowym, które niegdyś korzystały z dworca: Taunusbahn, Preußische Staatsbahn oraz Hessische Ludwigsbahn. Centralna część fasady flankowana jest wieżyczkami. Klucz łęku zwieńczony jest rzeźbą przedstawiającą Atlasa niosącego kulę ziemską w towarzystwie alegorii pary i elektryczności. Figura o wysokości 6,3 m została odlana w brązie przez rzeźbiarza Hermanna Howaldta z Brunszwiku i miała podkreślać szczególne znaczenie dworca.
Na południe i północ od głównego westybulu znajdują się cztery boczne hale wejściowe. Dwie z nich, położone na skraju dworca, są neoklasycystyczne i posiadają wejścia od południa i północy. Na zachód od budynku wejściowego przylega do niego hala peronowa. Składa się ona z pięciu przeszklonych kratownicowo-łukowych naw o długości 186 m, przekrywających początkową część peronów. Trzy większe środkowe hale posiadają rozpiętość 50 m przy wysokości 28 m, dwie zewnętrzne są mniejsze, z rozpiętością po 31 m i wysokością 20 m. Na całej szerokości hali peronowej, równolegle do budynku wejściowego, znajduje się tzw. peron poprzeczny, stanowiący halę rozrządową – bezpośrednie dojście do 24 torów naziemnych. Perony dworca położone są poprzecznie do niego, w kierunku wschód-zachód i dodatkowo połączone tunelem poprzecznym pod torami.
W latach 2002–2006 hale peronowe zostały wyremontowane bez zamykania ruchu kolejowego. Było to możliwe dzięki stworzonej w tym celu technologii budowlanej, posługującej się platformą montażowo-transportową, ustawioną 10 m nad torami i przesuwaną w miarę postępu prac. Nad częścią platformy zainstalowano dźwigi. Słupy platformy o nośności do 150 t posiadały własne fundamenty, częściowo na poziomie piwnicznym dworca. Co dwa tygodnie platformę przesuwano o jedno pole hali, tzn. 9,3 m. Nity zostały w czasie remontu zastąpione specjalnymi śrubami. Dzięki remontowi dachu dworzec uzyskał znacznie lepsze oświetlenie światłem dziennym. Niosące dach wiązary uzyskały zgodne ze stanem pierwotnym jasnoszare malowanie i stały się dzięki temu jaśniejsze. Ozdobne rozety w pachwinach łuków są ciemnobłękitne i dzięki temu lepiej widoczne.

### Tunele
Pod halami dworca rozciąga się rozległy system tuneli, które do lat 70. XX wieku służyły do przewozu bagaży i poczty. W żargonie kolejarzy są określane jako katakumby. W czasie remontu zadaszenia dworca stanowiły poważne utrudnienie w budowie fundamentów dla przesuwnej platformy. W katakumbach znajdują się obecnie znaczne ilości substancji szkodliwych dla środowiska, m.in. podłoga przesączona jest olejem pochodzącym ze spalinowych ciągników rozwożących niegdyś bagaże.

### Dworzec podziemny
W przeciwieństwie do historyzującego budynku wejściowego podziemne części dworca (Tiefbahnhof) zbudowano w rzeczowym i nowoczesnym stylu. Stacja S-Bahn posiada pokryte pomarańczowymi kaflami słupy i białe okładziny ścian i sufity, zaś stacja metra posiada brązowe kafle ze ścianami ozdobionymi białym pasem i współczesnymi fotografiami Frankfurtu.